# ایستگاه متروی توحید
ایستگاه متروی توحید، یکی از ایستگاه‌های مترو تهران است که در تقاطع خیابان آزادی و بزرگراه نواب تهران (معروف به محله نصرت تهران) واقع شده‌ است. این ایستگاه در خط چهار مترو تهران واقع شده‌است. مساحت فضای سرپوشیده آن ۵۷۹۰ متر است. این ایستگاه، ایستگاه تقاطعی خط ۴ با خط ۷ مترو تهران است.
موقعیت این ایستگاه نزدیک به بیمارستان امام خمینی (ره) تهران و بیمارستان مرکز طبی کودکان می‌باشد. همچنین نزدیک‌ترین ایستگاه اتوبوس به این مرکز ایستگاه شهید نواب صفوی است.
این ایستگاه که در ۱۸ بهمن ۱۳۸۹ تأسیس شده دارای ۵۷۹۰ متر مربع فضای سرپوشیده می‌باشد.
در تاریخ ۱ دی ۱۴۰۰، سکوی خط ۷ این ایستگاه افتتاح شد.

## حوادث
در روز دوشنبه ۵ آبان ۱۳۹۹ ساعت ۱۰ صبح سه تن از کارگران پیمانکار کارگاه توسعهٔ ایستگاه توحید (R7) بر اثر وقوع حادثهٔ خروج کابین دستگاه بالابر از روی ریل و سقوط آن، که از طرف پیمانکار پروژه تهیه و نصب شده‌ بود، کشته شدند.